# Nazionale maschile di hockey su pista del Brasile
La nazionale di hockey su pista del Brasile è la selezione maschile di hockey su pista che rappresenta il Brasile in ambito internazionale. Attiva dal 1953, opera sotto la giurisdizione della Federazione di pattinaggio del Brasile.
Nel suo palmarès può vantare un campionato mondiale B, tre campionati sudamericani e un campionato panamericano.

## Statistiche dettagliate sui tornei internazionali

### Campionato mondiale
| Edizione                 | Piazzamento      | V | N | P | Gol   |
| ------------------------ | ---------------- | - | - | - | ----- |
| Stoccarda 1936           | Non partecipante | - | - | - | -     |
| Montreux 1939            | Non partecipante | - | - | - | -     |
| Lisbona 1947             | Non partecipante | - | - | - | -     |
| Montreux 1948            | Non partecipante | - | - | - | -     |
| Lisbona 1949             | Non partecipante | - | - | - | -     |
| Milano 1950              | Non partecipante | - | - | - | -     |
| Barcellona 1951          | Non partecipante | - | - | - | -     |
| Porto 1952               | Non partecipante | - | - | - | -     |
| Ginevra 1953             | 10º posto        | 1 | 2 | 4 | 12:33 |
| Barcellona 1954          | Non partecipante | - | - | - | -     |
| Milano 1955              | Non partecipante | - | - | - | -     |
| Porto 1956               | 10º posto        | 1 | 0 | 9 | 12:42 |
| Porto 1958               | Non partecipante | - | - | - | -     |
| Madrid 1960              | Non partecipante | - | - | - | -     |
| Santiago del Cile 1962   | 9º posto         | 1 | 1 | 7 | 21:49 |
| Barcellona 1964          | Non partecipante | - | - | - | -     |
| San Paolo 1966           | 10º posto        | 1 | 0 | 8 | 9:34  |
| Porto 1968               | Non partecipante | - | - | - | -     |
| San Juan 1970            | 5º posto         | 5 | 1 | 4 | 61:41 |
| La Coruña 1972           | Non partecipante | - | - | - | -     |
| Lisbona 1974             | 5º posto         | 7 | 0 | 4 | 41:36 |
| Oviedo 1976              | 8º posto         | 5 | 0 | 6 | 33:33 |
| San Juan 1978            | 7º posto         | 5 | 1 | 5 | 39:31 |
| Talcahuano 1980          | 5º posto         | 6 | 1 | 3 | 39:25 |
| Barcelos 1982            | 10º posto        | 5 | 2 | 8 | 61:48 |
| Novara 1984              | 5º posto         | 4 | 0 | 5 | 25:26 |
| Sertãozinho 1986         | 6º posto         | 4 | 2 | 3 | 35:37 |
| A Coruña 1988            | 9º posto         | 2 | 0 | 7 | 21:35 |
| San Juan 1989            | Non partecipante | - | - | - | -     |
| Porto 1991               | 4º posto         | 3 | 1 | 4 | 25:23 |
| Sesto San Giovanni 1993̝  | Quarti di finale | 5 | 1 | 2 | 38:35 |
| Recife 1995              | 4º posto         | 3 | 0 | 2 | 22:26 |
| Wuppertal 1997           | Quarti di finale | 4 | 1 | 3 | 35:30 |
| Reus 1999                | Quarti di finale | 4 | 1 | 3 | 27:41 |
| San Juan 2001            | Quarti di finale | 4 | 0 | 2 | 28:13 |
| Oliveira de Azeméis 2003 | Quarti di finale | 4 | 0 | 2 | 27:19 |
| San Jose 2005            | Quarti di finale | 1 | 1 | 4 | 13:33 |
| Montreux 2007            | Quarti di finale | 3 | 0 | 3 | 23:20 |
| Vigo 2009                | 4º posto         | 4 | 0 | 2 | 21:16 |
| San Juan 2011            | Quarti di finale | 3 | 0 | 3 | 35:25 |
| Luanda 2013              | Quarti di finale | 3 | 0 | 3 | 29:23 |
| La Roche-sur-Yon 2015    | Fase a gironi    | 2 | 0 | 4 | 16:24 |
| Nanchino 2017            | Non partecipante | - | - | - | -     |
| Barcellona 2019          | Non partecipante | - | - | - | -     |
| San Juan 2022            | Non partecipante | - | - | - | -     |

Dettagli:
- Partecipazioni al Campionato mondiale: 26
- Non partecipante: 19
- Partite disputate: 215
- Vittorie: 90
- Pareggi: 15
- Sconfitte: 110
- Gol fatti: 748
- Gol subiti: 798

### Intercontinental Cup
| Edizione               | Piazzamento      | V | N | P | Gol   |
| ---------------------- | ---------------- | - | - | - | ----- |
| Parigi 1984            | Non partecipante | - | - | - | -     |
| Città del Messico 1986 | Non partecipante | - | - | - | -     |
| Bogotà 1988            | Non partecipante | - | - | - | -     |
| Macao 1990             | Campione (1º)    | 9 | 1 | 0 | 60:15 |
| Andorra 1992           | Non partecipante | - | - | - | -     |
| Santiago 1994          | Non partecipante | - | - | - | -     |
| Veracruz 1996          | Non partecipante | - | - | - | -     |
| Macao 1998             | Non partecipante | - | - | - | -     |
| Chatham 2000           | Non partecipante | - | - | - | -     |
| Montevideo 2002        | Non partecipante | - | - | - | -     |
| Macao 2004             | Non partecipante | - | - | - | -     |
| Montevideo 2006        | Non partecipante | - | - | - | -     |
| Johannesburg 2008      | Non partecipante | - | - | - | -     |
| Dornbirn 2010          | Non partecipante | - | - | - | -     |
| Canelones 2012         | Non partecipante | - | - | - | -     |
| Canelones 2014         | Non partecipante | - | - | - | -     |
| Nanchino 2017          | Non partecipante | - | - | - | -     |
| Barcellona 2019        | Quarti di finale | 2 | 0 | 4 | 28:33 |
| San Juan 2022          | Quarti di finale | 3 | 0 | 3 | 23:24 |

Dettagli:
- Partecipazioni al Campionato mondiale B/Intercontinental Cup: 3
- Non partecipante: 16
- Partite disputate: 22
- Vittorie: 14
- Pareggi: 1
- Sconfitte: 7
- Gol fatti: 111
- Gol subiti: 72

### Campionato Sudamericano/Copa America
| Edizione               | Piazzamento      | V | N | P | Gol   |
| ---------------------- | ---------------- | - | - | - | ----- |
| San Paolo 1954         | 3º posto         | 1 | 0 | 2 | 11:9  |
| Santiago del Cile 1956 | 5º posto         | 0 | 0 | 4 | 7:19  |
| Montevideo 1959        | 4º posto         | 1 | 2 | 1 | 8:6   |
| Buenos Aires 1963      | Non partecipante | - | - | - | -     |
| Concepción 1966        | 3º posto         | 0 | 0 | 2 | 1:5   |
| Mendoza 1967           | 2º posto         | 2 | 1 | 1 | 16:7  |
| Medellín 1969          | Campione (1º)    | 3 | 1 | 0 | 12:3  |
| San Paolo 1971         | 3º posto         | 1 | 0 | 2 | 6:9   |
| Montevideo 1973        | Campione (2º)    | 2 | 1 | 0 | 10:3  |
| Mar del Plata 1975     | 2º posto         | 2 | 0 | 2 | 8:6   |
| Santiago del Cile 1977 | 2º posto         | 1 | 1 | 2 | 13:15 |
| Santos 1979            | 3º posto         | 0 | 1 | 1 | 4:6   |
| Maldonado 1981         | 2º posto         | 2 | 1 | 1 | 43:9  |
| San Juan 1984          | 2º posto         | 2 | 0 | 1 | 23:3  |
| Santiago del Cile 1985 | 3º posto         | 1 | 0 | 2 | 31:6  |
| Sertãozinho 1987       | 2º posto         | 2 | 1 | 1 | 15:17 |
| Tres Arroyos 1990      | Campione (3º)    | 3 | 1 | 0 | 18:7  |
| Viña del Mar 2004      | 3º posto         | 2 | 0 | 3 | 28:19 |
| Recife 2007            | 3º posto         | 5 | 1 | 2 | 44:22 |
| Buenos Aires 2008      | 4º posto         | 1 | 0 | 5 | 8:32  |
| Vic 2010               | 3º posto         | 4 | 0 | 2 | 41:27 |

Dettagli:
- Partecipazioni al Campionato Sudamericano/Copa America: 20
- Non partecipante: 1
- Partite disputate: 80
- Vittorie: 35
- Pareggi: 11
- Sconfitte: 34
- Gol fatti: 347
- Gol subiti: 230

### Campionato Panamericano
| Edizione           | Piazzamento      | V | N | P | Gol   |
| ------------------ | ---------------- | - | - | - | ----- |
| San Juan 1979      | 2º posto         | 2 | 1 | 1 | 32:7  |
| Sertãozinho 1983   | Campione (1º)    | 4 | 1 | 1 | 22:16 |
| Indianapolis 1987  | 3º posto         | 2 | 0 | 2 | 34:10 |
| L'Avana 1991       | 2º posto         | 3 | 1 | 1 | 22:9  |
| L'Avana 1993       | 3º posto         | 3 | 0 | 2 | 27:19 |
| Mar del Plata 1995 | 2º posto         | 3 | 0 | 1 | 26:12 |
| Mar del Plata 2005 | Non partecipante | - | - | - | -     |
| Rosario 2011       | Non partecipante | - | - | - | -     |
| Bogotà 2018        | 4º posto         | 3 | 0 | 5 | 28:33 |
| Stuart 2021        | Non partecipante | - | - | - | -     |

Dettagli:
- Partecipazioni al Campionato Panamericano: 7
- Non partecipante: 3
- Partite disputate: 36
- Vittorie: 20
- Pareggi: 3
- Sconfitte: 13
- Gol fatti: 191
- Gol subiti: 106

## Palmarès
- Campionato mondiale B/Intercontinental Cup: 1

Macao 1990
- Campionato Sudamericano/Coppa America: 3

Medellín 1969, Montevideo 1973, Tres Arroyos 1990
- Campionato Panamericano: 1

Sertãozinho 1983

## Riepilogo piazzamenti
| Competizione                               |   |    |    | Tot. |
| ------------------------------------------ | - | -- | -- | ---- |
| Campionato mondiale B/Intercontinental Cup | 1 | 0  | 0  | 1    |
| Campionato Sudamericano/Coppa America      | 3 | 6  | 8  | 17   |
| Campionato Panamericano                    | 1 | 3  | 2  | 6    |
| Giochi mondiali                            | 0 | 1  | 0  | 1    |
| Generale                                   | 5 | 10 | 10 | 25   |